# Hocheck (Bad Kohlgrub)
Das Hocheck (737 m ü. NHN) ist eine bewaldete Bergkuppe im Murnauer Molasserücken zwischen Staffelsee und Murnauer Moos, der vom Loisachgletscher geformt wurde. Direkt im Norden und Süden schließt sich ein Moor des Naturschutzgebietes "Westlicher Staffelsee mit angrenzenden Mooren" an.